# (7358) Одзэ
(7358) Одзэ (яп. 尾瀬) — околоземный астероид из группы Амура (III), который был открыт 27 декабря 1995 года японским астрономом Такао Кобаяси в обсерватории Оидзуми и назван в честь национального парка Одзе.

Орбита астероида Одзэ и его положение в Солнечной системе